# Jyamirgadhi
Jyamirgadhi (en népalais : ज्यामिरगढी) est un comité de développement villageois du Népal situé dans le district de Jhapa. Au recensement de 2011, il comptait 9 853 habitants.